# The Satanic Rituals
The Satanic Rituals es un libro del escritor y fundador estadounidense de la Iglesia de Satán Anton Szandor LaVey. El libro fue publicado oficialmente en 1972, aunque existen varias versiones, una que data del 1 de diciembre de 1972 y otra del 8 de octubre de 2010, esta última en idioma ruso.
Es un libro que complementa a La Biblia Satánica. Se trata de una colección de nueve rituales, con un ensayo introductorio a cada uno. Los rituales satánicos incluyen el ritual del bautismo infantil, utilizado por Anton LaVey en el primer bautismo satánico que se registró públicamente en el historial de su hija menor Zeena (en los rituales satánicos, LaVey es el encargado de la ceremonia). El bautismo de la niña satánica recibió mucha publicidad alrededor del mundo y fue registrado con otros rituales, en un LP de vinilo llamado The Satanic Mass, lanzado originalmente por el propio sello discográfico de LaVey, Murgenstrumm, en 1968.
Fue publicado por la casa editorial Avon Books como un libro de bolsillo de 224 páginas. También se ha publicado otro en tapa dura (por Buccaneer Books, en 1991), y con un libro de texto vinculante (por Universe Books, en 1978).